# Bibi Naceri
Bibi Naceri (właściwie Larbi Naceri; ur. 28 grudnia 1958) – francuski aktor i scenarzysta pochodzenia algierskiego, brat aktora Samy'ego Naceri.

## Wybrana filmografia

### obsada aktorska
- 2001 − Aîné des Ferchaux, L'
- 2002 − Retour en ville
- 2002 − Nid de guêpes
- 2002 − Féroce
- 2002 − Mentale, La
- 2003 − Bastide bleue, La
- 2004 − 13 Dzielnica (Banlieue 13)

### Scenarzysta
- 2002 − Retour en ville
- 2002 − Mentale, La
- 2004 − 13 Dzielnica (Banlieue 13)
- 2005 − Second Chance
- 2014 − Brick Mansions. Najlepszy z najlepszych